# Hallenhuisboerderij (Veenhof 3)
De hallenhuisboerderij in Veenhof is een monumentale boerderij, die gebouwd is in 1722. Het pand is gelegen aan de Veenhof 3 in de Drentse plaats Veenhof.

## Beschrijving

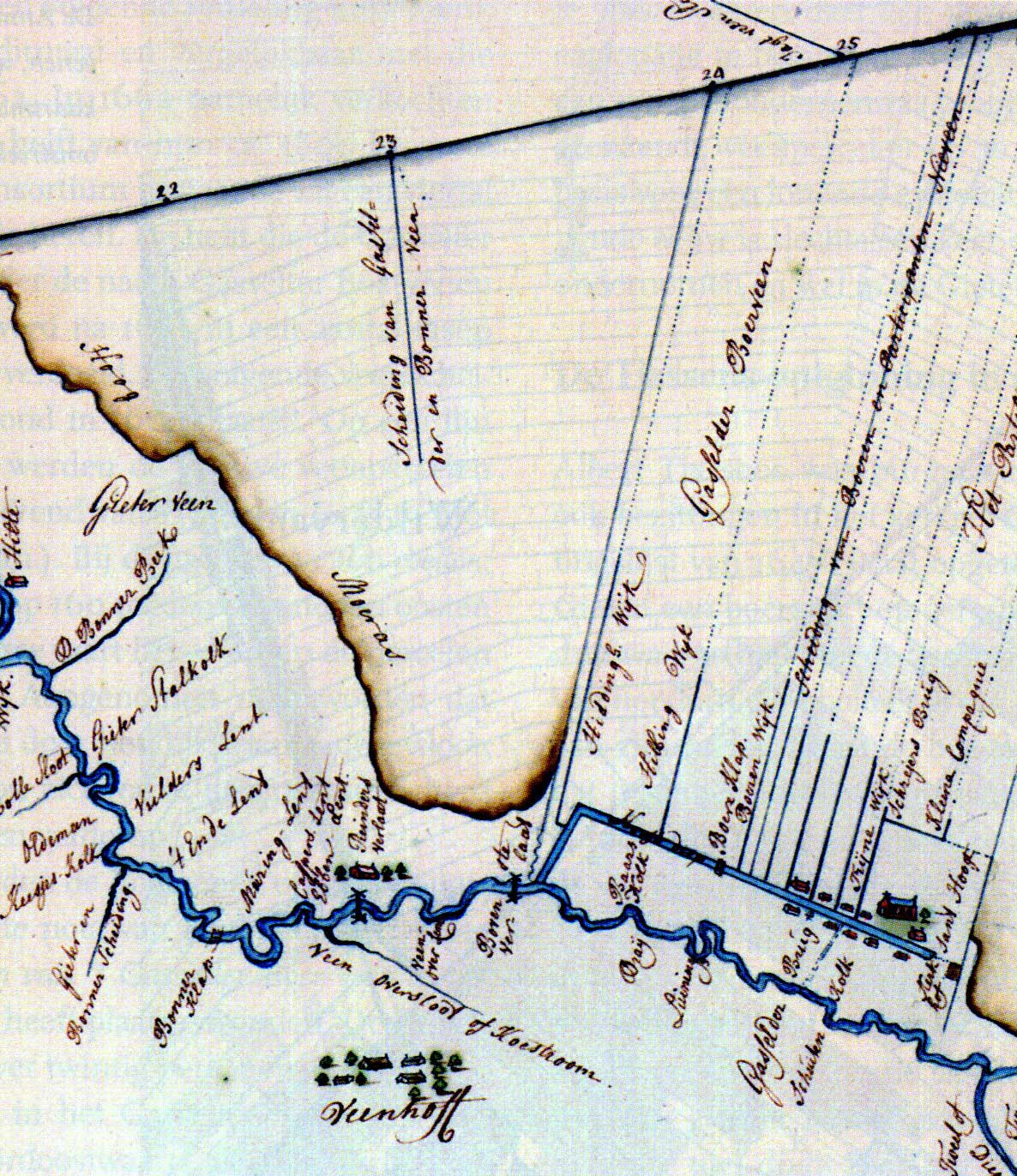
De boerderijen in Veenhof op een kaart uit circa 1760

De boerderij werd in 1722 gebouwd op een zandkop in het hoogveen. Het is een langgerekte boerderij van het zogenaamde hallenhuistype. De boerderij is de enige van de vijf boerderijen in Veenhof, die niet noord-zuid georiënteerd is maar noordwest-zuidoost. De entree van de boerderij bevindt zich in het midden het woonhuis aan de zuidwestzijde. Het bovenlicht van de entree bevat een gietijzeren levensboom. Boven de entree een gevelsteen met de initialen "A.B." en "1891". Het woonhuis en de stal hebben een rieten wolfdak, waarbij het woongedeelte aan de onderzijde van het dak twee rijen zwarte dakpannen heeft. De schuur is eveneens gedeeltelijk met riet gedekt en deels met rode golfpannen. De schuur maakt, vanwege de vorm en de samenhang met de andere bouwwerken, deel uit van het monumentale complex. Ook het aan de noordzijde van de boerderij gelegen stookhok maakt hier deel van uit. De erfinrichting en de erfbeplanting hebben hun oorspronkelijk karakter grotendeels behouden.

## Provinciaal monument
Het totale complex van boerderij, schuur en stookhok is erkend als provinciaal monument onder meer vanwege de cultuur- en architectuurhistorische waarde en de stedenbouwkundige waarde. Het complex toont de ontwikkeling van het boerenbedrijf in dit deel van de provincie Drenthe. De boerderij laat zien op welke wijze de ambachtelijk-traditionele bouwstijl in Drenthe werd toegepast. Niet alleen de boerderij is vrij gaaf, maar ook de directe omgeving. De beeldbepalende ligging van de boerderij binnen het geheel van de vijf boerderijen in Veenhof speelde ook een rol bij de toewijzing tot provinciaal monument. Dit type boerderij is bovendien vrij zeldzaam in de provincie Drenthe. De naastgelegen boerderij aan de Veenhof 5 uit 1874 is erkend als rijksmonument.